# Scleracis macquariana
Scleracis macquariana är en korallart som beskrevs av Bayer och Carlo de Stefani 1987. Scleracis macquariana ingår i släktet Scleracis och familjen Plexauridae. Inga underarter finns listade i Catalogue of Life.